# Epirhyssa lygra
Epirhyssa lygra là một loài tò vò trong họ Ichneumonidae.